# Věta sss
Věta sss (sss vzniklo ze strana, strana, strana) je větou o trojúhelnících, je buď jednou ze čtyř vět o podobnosti trojúhelníků (věta sss, věta sus, věta uu a věta Ssu), jednou ze čtyř vět o shodnosti trojúhelníků (věta sss, věta sus, věta usu a věta Ssu) nebo jednou ze čtyř vět o určenosti trojúhelníků (věta sss, věta sus, věta usu a věta Ssu).
Při znalosti sss lze obsah trojúhelníku spočítat pomocí Heronova vzorce.